# Gloria Gaynor
Gloria Gaynor, ursprungligen Gloria Fowles, född 7 september 1943 i Newark, New Jersey, är en amerikansk sångerska, främst känd för discolåtarna "Never Can Say Goodbye" (1974), "I Will Survive" (1979) och "I Am What I Am" (1983).

## Diskografi
- Never Can Say Goodbye (1975)
- Experience Gloria Gaynor (1975)
- I've Got You (1976)
- Glorious (1977)
- Park Avenue Sound (1978)
- Love Tracks (1978)
- I Have A Right (1979)
- Stories (1980)
- I Kinda Like Me (1981)
- Gloria Gaynor (1983)
- I Am Gloria Gaynor (1984)
- The Power of Gloria Gaynor (1986)
- I Wish You Love (2002)
- The Answer (2006)